# CouchFM
CouchFM est une radio associative étudiante allemande de Berlin. C'est un projet coopératif de l'université Humboldt de Berlin, du Centre d'Innovation des Médias de Babelsberg (Medieninnovationszentrum Babelsberg, MIZ) et du Medienanstalt Berlin-Brandenburg (MABB).

## Histoire
À l'automne 2011, Jens Wendland (ancien directeur de Sender Freies Berlin) et Wolfgang Mühl-Benninghaus décident de créer une radio de campus à Berlin. Au semestre d'hiver 2011-2012, ils montent un événement introductif sur le thème de la radio pour les étudiants afin de développer conjointement un concept. Sous la direction de journalistes professionnels, les étudiants devraient produire tout ce qui appartient à un programme de radio : informations, reportages, commentaires et critiques ainsi que la modération des contributions. Les sujets abordent initialement la vie étudiante et l'université.
CouchFM est basé sur une initiative du Medienanstalt Berlin-Brandenburg (mabb). En 2011, il contacte les universités de Berlin pour soumettre des concepts de formation en radiodiffusion. L'Institut des études musicales et médiatiques de l'Université Humboldt de Berlin prévaut finalement avec son concept. Depuis lors, le projet est financé par le Centre d'Innovation des Médias de Babelsberg (MIZ), une institution du Medienanstalt Berlin-Brandenburg (mabb). Il est ouvert aux étudiants de toutes les disciplines et d'un large éventail de sujets. La formation de la première année commence au semestre d'hiver 2011-2012.
Jens Wendland, en collaboration avec les responsables de la radio étudiante de l'université technique de Dortmund et les responsables des programmes des étudiants de radio Eins, enseigne les bases de la radiodiffusion.
L'émission pilote est diffusée le 11 mai 2012, avec des émissions régulières à partir du 19 octobre 2012.

### Source de la traduction
- (de) Cet article est partiellement ou en totalité issu de l’article de Wikipédia en allemand intitulé « CouchFM » (voir la liste des auteurs).